# Lisa Marie Schweizer
Lisa Marie Schweizer (Schwedt, 18 de julio de 1995) es una deportista alemana que compite en halterofilia. Ganó dos medallas en el Campeonato Europeo de Halterofilia, en los años 2022 y 2024, ambas en la categoría de 71 kg.

## Palmarés internacional
| Campeonato Europeo | Campeonato Europeo | Campeonato Europeo | Campeonato Europeo |
| Año                | Lugar              | Medalla            | Categoría          |
| ------------------ | ------------------ | ------------------ | ------------------ |
| 2022               | Tirana (Albania)   | Medalla de plata   | 71 kg              |
| 2024               | Sofía (Bulgaria)   | Medalla de bronce  | 71 kg              |